# ایسترینگتون
ایسترینگتون (به انگلیسی: Eastrington) یک روستا و محله مدنی در بریتانیا است که در East Riding of Yorkshire واقع شده‌است. ایسترینگتون ۱٬۱۴۷ نفر جمعیت دارد.